# Badminton aux Jeux africains
Le badminton a fait son entrée officielle aux Jeux africains de 2003 qui se déroulent à Abuja, au Nigeria. Il a depuis toujours fait partie du programme des Jeux.

## Tableau des médailles
Le tableau ci-dessous présente le bilan par nations, des médailles obtenues au badminton lors des Jeux africains, de 2003 à 2023. Le rang est obtenu par le décompte des médailles d'or, puis en cas d'égalité, des médailles d'argent, puis de bronze.
| Rang  | Nation         | Or | Argent | Bronze | Total |
| ----- | -------------- | -- | ------ | ------ | ----- |
| 1     | Afrique du Sud | 13 | 10     | 12     | 35    |
| 2     | Nigeria        | 11 | 13     | 21     | 45    |
| 5     | Algérie        | 4  | 2      | 2      | 8     |
| 3     | Maurice        | 3  | 2      | 8      | 13    |
| 4     | Seychelles     | 2  | 2      | 9      | 13    |
| 6     | Égypte         | 1  | 3      | 10     | 14    |
| 7     | Ouganda        | 1  | 2      | 4      | 7     |
| 8     | Zambie         | 0  | 1      | 2      | 5     |
| 9     | Ghana          | 0  | 0      | 1      | 1     |
| 9     | Kenya          | 0  | 0      | 1      | 1     |
| TOTAL | TOTAL          | 35 | 35     | 70     | 140   |

## Vainqueurs
| Édition        | Lieu        | Simple messieurs         | Simple dames     | Double messieurs                   | Double dames                    | Double mixte                    | Par équipes    |
| -------------- | ----------- | ------------------------ | ---------------- | ---------------------------------- | ------------------------------- | ------------------------------- | -------------- |
| 2003 (détails) | Abuja       | Edicha Ocholi            | Grace Daniel     | Greg Okuonghae Ibrahim Adamu       | Michelle Edwards Chantal Botts  | Chris Dednam Antoinette Uys     | Afrique du Sud |
| 2007 (détails) | Alger       | Nabil Lasmari            | Grace Daniel     | Roelof Dednam Chris Dednam         | Michelle Edwards Chantal Botts  | Georgie Cupidon Juliette Ah-Wan | Nigeria        |
| 2011 (détails) | Maputo      | Jacob Maliekal           | Susan Ideh       | Ola Fagbemi Jinkan Ifraimu         | Stacey Doubell Annari Viljoen   | Willem Viljoen Annari Viljoen   | Nigeria        |
| 2015 (détails) | Brazzaville | Jacob Maliekal           | Kate Foo Kune    | Andries Malan Willem Viljoen       | Juliette Ah-Wan Allisen Camille | Andries Malan Jennifer Fry      | Maurice        |
| 2019 (détails) | Maroc       | Anuoluwapo Juwon Opeyori | Johanita Scholtz | Aatish Lubah Georges Julien Paul   | Doha Hany Hadia Hosny           | Koceila Mammeri Linda Mazri     | Nigeria        |
| 2023 (détails) | Accra       | Anuoluwapo Juwon Opeyori | Johanita Scholtz | Koceila Mammeri Youcef Sabri Medel | Husina Kobugabe Gladys Mbabazi  | Koceila Mammeri Tanina Mammeri  | Non disputé    |